# Rojé Stona
Rojé Stona (* 26. Februar 1999 in Montego Bay) ist ein jamaikanischer Leichtathlet, der sich auf den Diskuswurf spezialisiert hat. Bei den Olympischen Spielen 2024 in Paris wurde er Olympiasieger.

## Sportliche Laufbahn
Erste internationale Erfahrungen sammelte Rojé Stona bei den CARIFTA Games 2016 in St. George’s, bei denen er mit einer Weite von 55,30 m mit dem 1,5-kg-Diskus die Silbermedaille in der U18-Altersklasse gewann. Anschließend schied er bei den U20-Weltmeisterschaften in Bydgoszcz mit 53,12 m in der Qualifikationsrunde aus. Im Jahr darauf siegte er bei den CARIFTA Games in Willemstad mit 66,41 m mit dem 1,75-kg-Diskus in der U20-Altersklasse und belegte anschließend bei den Panamerikanischen Juniorenmeisterschaften in Trujillo mit 58,63 m den vierten Platz. Bei den CARIFTA Games 2018 in Nassau verteidigte er mit 63,77 m seinen Titel und im selben Jahr begann er ein Studium an der University of Arkansas in den Vereinigten Staaten. 2019 siegte er mit 56,97 m bei den U23-NACAC-Meisterschaften in Santiago de Querétaro und 2021 gewann er bei den U23-NACAC-Meisterschaften in San José mit 61,21 m die Silbermedaille hinter seinem Landsmann Kai Chang. Im Jahr darauf belegte er bei den Commonwealth Games in Birmingham mit 62,15 m den sechsten Platz und 2023 schied er bei den Weltmeisterschaften in Budapest mit 62,67 m in der Qualifikationsrunde aus. Im Jahr darauf siegte er mit 66,93 m beim USATF Los Angeles Grand Prix und qualifizierte sich für die Olympischen Spiele in Paris. Dort warf er in einem hochklassigen Wettkampf im Finale mit 70,00 m neue Bestleistung und olympischen Rekord und sicherte sich mit drei Zentimeter Vorsprung die Goldmedaille.

## Persönliche Bestleistungen
- Kugelstoßen: 20,48 m, 9. März 2024 in Boston
- Diskuswurf: 70,00 m, 7. August 2024 in Paris